# Hitzberg
Der Hitzberg ist ein 197,2 m ü. NHN hoher Berg im nordwestlichen Odenwald, ca. 2,8 km östlich von Darmstadt. Er liegt in der Waldgemarkung Darmstadt und ist stark bewaldet. Unmittelbar nördlich des Hitzbergs verläuft die Landesstraße L 3094 (Dieburger Straße). Ca. 0,8 km östlich des Hitzbergs befindet sich die Grube Prinz von Hessen. Westlich des Hitzbergs befindet sich der Woogsberg.

## Toponyme
1. undatiert: Hitzberg
2. heute: Hitzberg

## Etymologie
Wahrscheinlich zu Mittelhochdeutsch hetze mit der Bedeutung Elster.